# Nacioun gardiano
Ne doit pas être confondu avec Confrérie des gardians.
La Nacioun gardiano, ou Nation gardiane, est une association de maintenance fondée en 1909 en remplacement du Coumitat Vierginen (Comité de la fête des Vierges) fondé en 1904. Son but est de « maintenir et de glorifier le costume, les us et les traditions du pays d'Arles, de la Camargue et des pays taurins ».

## Historique

### Fondation duCoumitat Vierginen

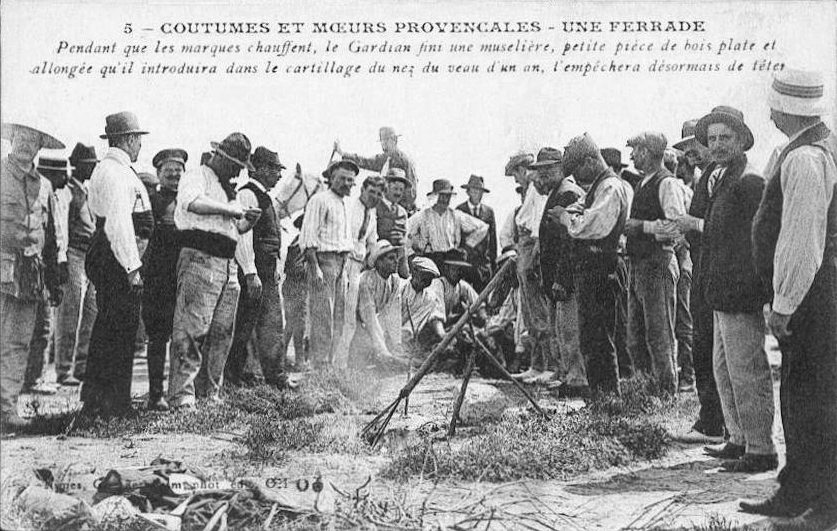
Une ferrade, application au fer rouge de la marque de la manade sur la cuisse gauche du bouvillon d’un an.

Folco de Baroncelli-Javon, à la demande de Frédéric Mistral, décide d'associer les gardians aux festivités camarguaises comme l'abrivade, la ferrade, la course camarguaise, etc. Face au succès, le 24 juin 1904 au mas de l'Amarée, le marquis et quelques-uns de ses amis fondent le Coumitat Virginien (« Comité de la fête des Vierges »). Les dix fondateurs sont : Jules Grand de Marsillargues, capitaine, Jean Grand de Gallargues, secrétaire, Jean Bérard de Gallargues, trésorier, Folco de Baroncelli, Marcel Grand, Jules Arnaud, Émile Marignan, Henri Bérard, Alphonse Hébrard et Yvan Pranishnikoff.

### Tradition et tourisme
Le syndicat d’initiative de Provence ayant organisé un voyage spécial de Marseille aux Saintes-Maries-de-la-Mer pour quelque deux cents touristes, le 17 mai 1908, le marquis de Baroncelli prend l'initiative de les accueillir à la gare, à cheval avec ses gardians, puis de les accompagner jusqu’au village. Cela fait grand bruit et dès lors la « tradition » devient un des atouts majeurs du tourisme saintain.

### Création de laNacioun Gardiano

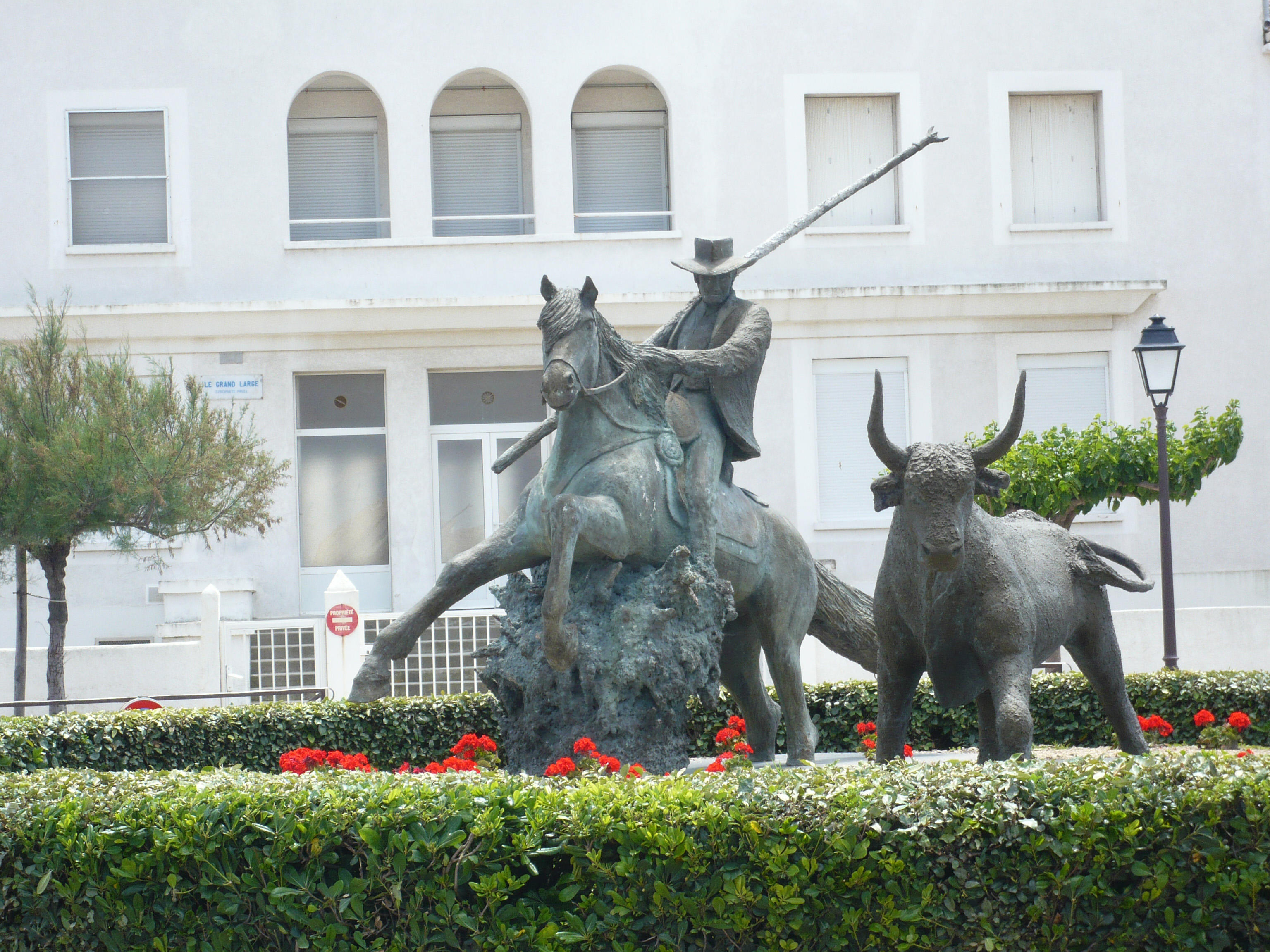
Hommage aux gardians.

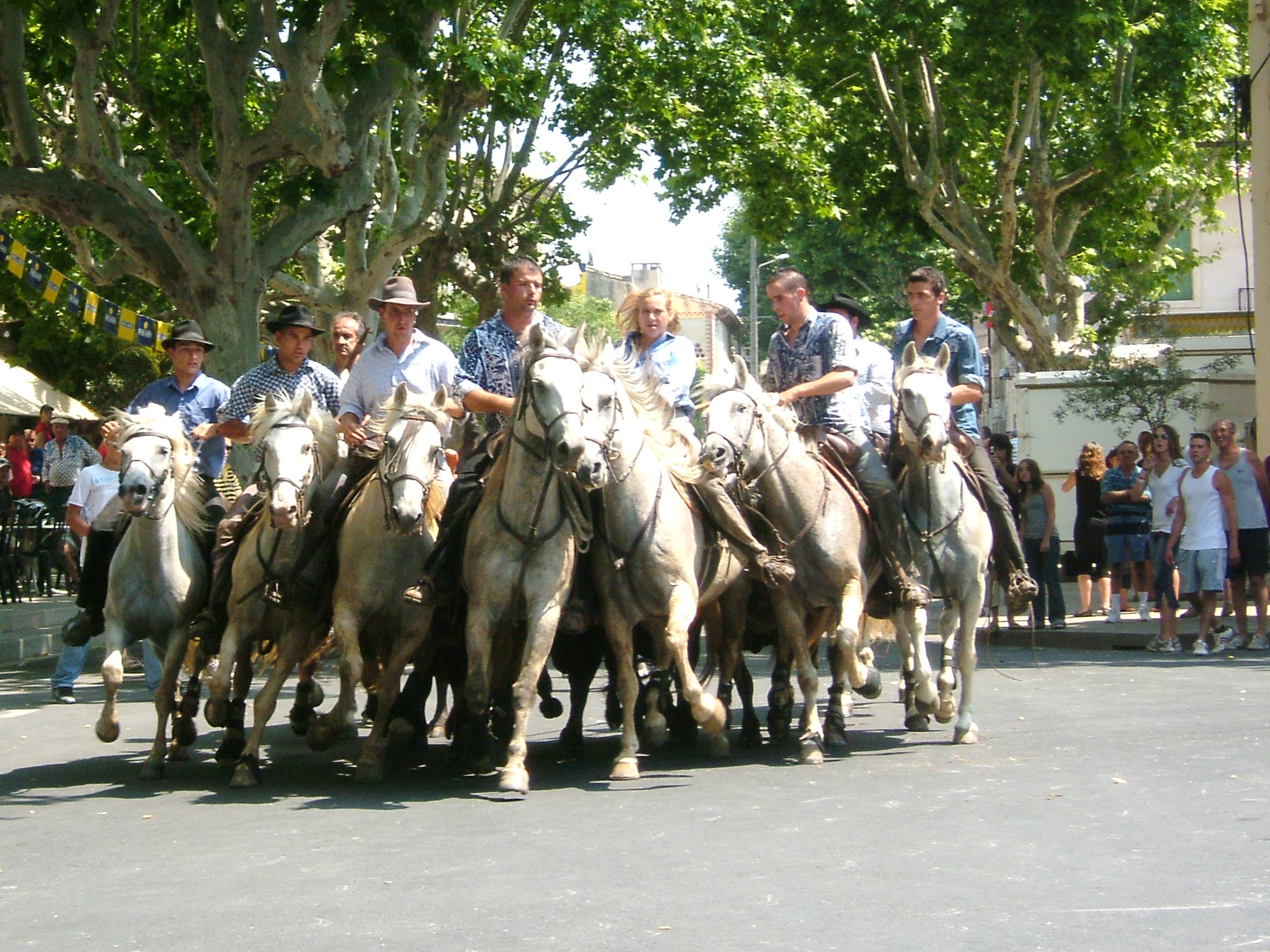
Une abrivade, charge des taureaux de la course jusqu'aux arènes, encadrés par des gardians à cheval disposés en V.

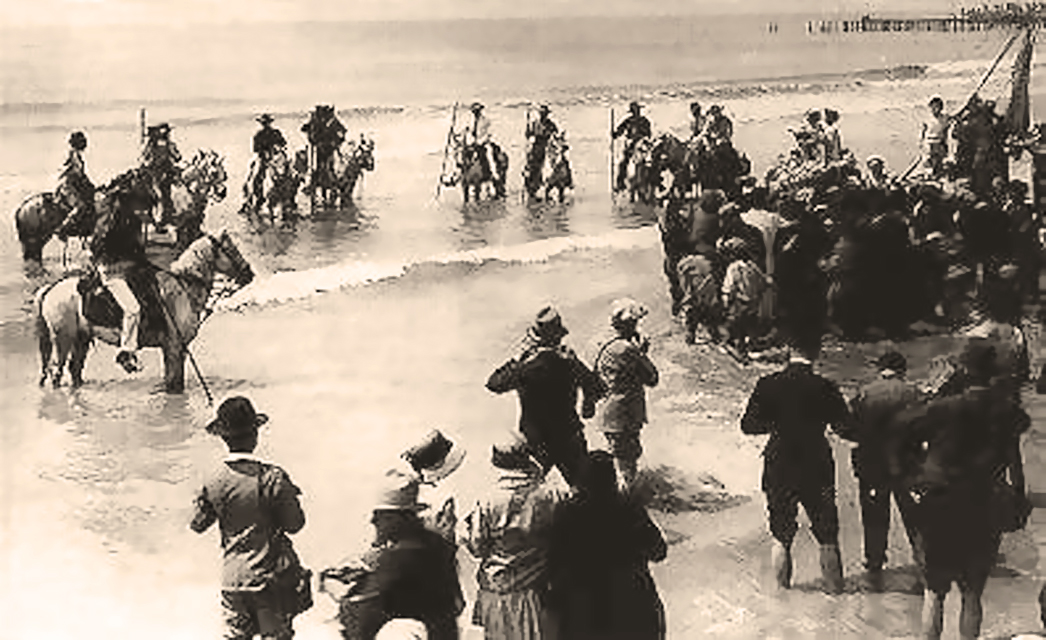
Le 24 mai 1935, les gardians accueillent les Saintes et Sara pour le bain de mer.

L'association Nacioun Gardiano est déclarée au journal officiel le 16 septembre 1909 en remplacement du Coumitat Vierginen. Son siège social est aux Saintes-Maries-de-la-Mer. Elle se choisit une bannière où figurent d'un côté la barque des Saintes, surmontée de l'étoile aux sept rayons du Félibrige, de l'autre côté la croix sang et or du Languedoc, flanquée du cri de guerre des Albigeois « Toulouso, (Prouvenço) e Avignoun ». Lors des cérémonies est nouée à la hampe du trident camarguais (lou ferri).

### Actions notoires
En 1921, l'archevêque d'Aix, Maurice-Louis-Marie Rivière, autorise une messe réservée aux Gitans dans la crypte de Notre-Dame-de-la-Mer et ils participent pour la première fois à la descente des châsses de l’église haute. Baroncelli, à la tête de ses gardians, escorte la barque des Saintes le jour de la procession.
Mais son successeur, l'archevêque Emmanuel Coste, interdit le prêche en provençal et défend aux Bohémiens de porter la statue de Sara lors de la procession du 25 mai 1934. Afin que les Gitans aient leur place pleine et entière aux fêtes de mai, le marquis se bat pour que le culte de Sara soit reconnu par l'Église. Le nouvel archevêque, Clément Roques l'écoute et il obtient gain de cause. Il accepte que lors de la bénédiction de la mer la statue de Sara soit présente et portée par les Gitans en procession jusqu’à la mer. C'est l'évènement historique du 24 mai 1935. Le clergé, réticent, ne participe pas à cette procession en faisant savoir qu'elle n'était que tolérée. Baroncelli contre-attaque et l'année suivante, c'est l'archevêque d’Aix qui précède et bénit la procession.
En 1928, la Nacioun gardiano contribue à faire échouer un projet d'abaissement des eaux du Vaccarès. En 1934, elle impose que la ligne téléphonique du phare de la Gacholle soit souterraine. Enfin, en 1949, elle prend position en faveur d'un Parc national camarguais.
Chaque année, la Nacioun gardiano prend part à la Journée de rassemblement des gens de la bouvine en hommage à la manadière Fanfonne Guillierme, à Aimargues, où le bureau de l'association est désormais installé.

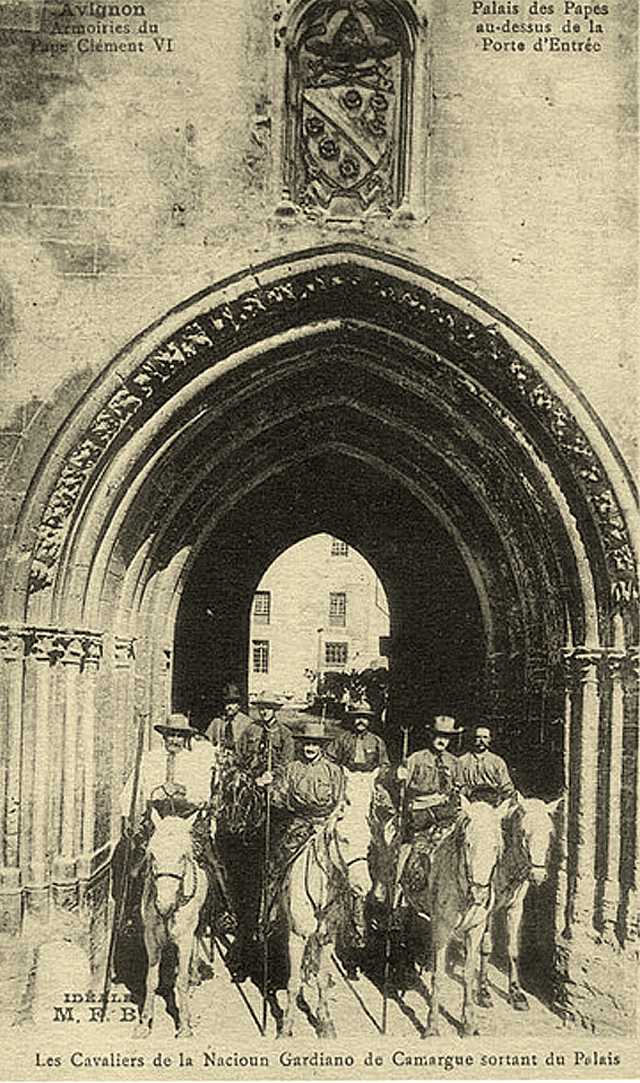
La Nacioun gardiano à l'entrée du Palais des papes d'Avignon.
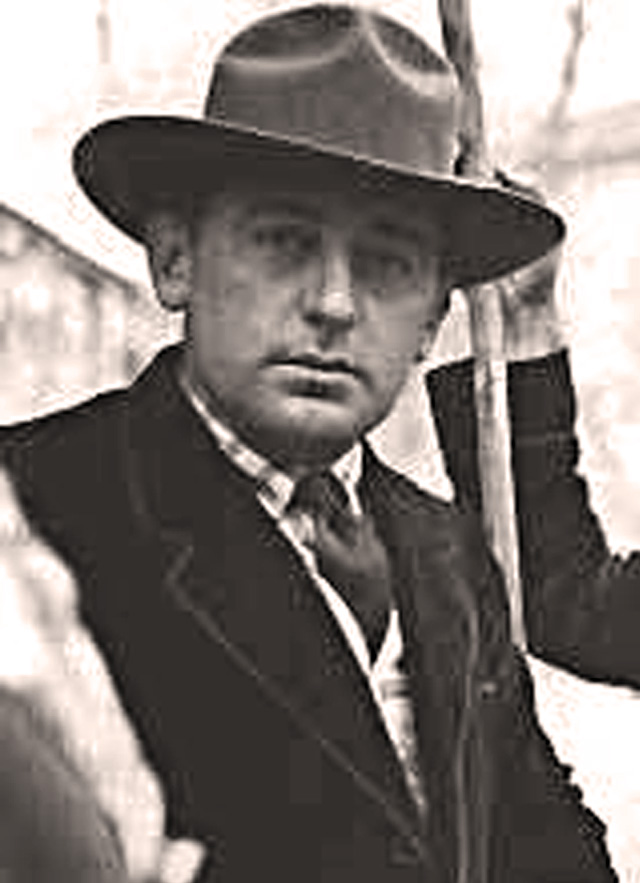
Gilbert Fourmaud, membre de la Nacioun gardiano.

## Capitaines
- 1904-1919 : Jules Grand
- 1919-1924 : Jean Grand
- 1924-1930 : Jean Bérard
- 1930-1964 : Alphonse Arnaud
- 1964-1990 : Henri Aubanel
- 1990-2004 : André Dupuis
- 2004-2022[7] : Guy Chaptal[8]
- depuis 2023 : Bérenger Aubanel[9]